# Nate Robinson
Nathaniel Cornelius Robinson (Seattle, Washington, 31. svibnja 1984.) američki je profesionalni košarkaš. Igra na poziciji razigravača, a trenutačno je član NBA momčadi Denver Nuggets. Izabran je u 1. krugu (21. ukupno) NBA drafta 2005. od strane Phoenix Sunsa. Tri puta osvajao je Slam Dunk natjecanje, a pobjeda iz 2009. bila je vrlo impresivna jer je omaleni Nate uspio preskočiti Dwighta Howrda i odnijeti pobjedu u natjecanju.

## Sveučilište
Nakon zapaženih rezultata u atletici, košarci i američkom nogometu tijekom pohađanja srednje škole, uvršten je u momčad Washington Huskiesa koju je predvodio do doigravanja tijekom svoje prve sezone.
Nastupao je i u američkom nogometu za momčad Washingtona te je ostvario zapažene rezultate kao cornerback (branič). Nakon što je na sveučilište ušao primavši stipendiju kao igrač američkoga nogometa, kasnije se posvetio košarci što mu je donijelo košarkašku stipendiju, dok je ona nogometna odbačena.

## Karijera u NBA

### Sezona 2005./06.
Robinsona je kao 21. izbor (pick) drafta 2005. godine uzela momčad Phoenix Sunsa, no ta momčad mijenja Natea zajedno s Quentinom Richardsonom za Kurta Thomasa i pravo za izbor u drugoj fazi drafta.
U svojoj prvoj sezoni odigrao je 76 utakmica počevši 26 postigavši prosjek od 9.3 poena i 2.0 asistencije po utakmici. Tijekom All-Star vikenda 2006. godine osvojio je natjecanje u zakucavanju pobijedivši Andrea Iguodalu rezultatom 141-140 nakon produžetaka, iako je Nateu trebalo čak 14 pokušaja da uspješno završi svoje prvo zakucavanje. No, najupečatljivije zakucavanje bilo je ono kada je preskočio prvaka iz 1986. godine, Spudda Webba, zasluživši pritom savršenu ocjenu od maksimalnih 50 bodova za svoje zakucavanje.
Tijekom sezone potukao se sa suigračima Jeromeom Jamesom i Malikom Roseom u dva odvojena incidenta. Trener New Yorka Larry Brown razmišljao je da Robinsona degradira u razvojnu NBA ligu, no postavljen je na popis neaktivnih igrača za deset utakmica između 24. veljače i 11. ožujka 2006. godine.

### Sezona 2006./07.
20. studenoga 2006. godine Robinson je blokirao šut Yaa Minga, 2.29 m visokoga Kineza, igrača Houston Rocketsa, u završnim sekundama treće četvrtine. Ta blokada bila je jedna od samo tri u posljednjih deset sezona u kojemu je igrač blokirao šutera višega od sebe za barem pola metra. 6. prosinca 2006. godine Robinson je bio jedan od glavnih aktera u tuči između momčadi New Yorka i Denvera. Izmijenio je nekoliko ružnih riječi s J.R. Smithom iz momčadi Denvera, a zatim se i potukao s njim, da bi naposljetku zaradio isključenje u trajanju deset utakmica. Na natjecanju u zakucavanjima 2007. godine završio je kao drugoplasirani iza Geralda Greena, igrača Boston Celticsa.

### Ljetna liga 2007. godine
Tijekom Ljetne lige NBA 2007. godine, Robinson je predvodio Knickse do omjera 5-0 zaradivši pritom nagradu za najkorisnijega igrača turnira (MVP).